# جوناثان بوليو
جوناثان بوليو (بالفرنسية: Jonathan Beaulieu)‏ هو لاعب كرة قدم فرنسي، ولد في 11 مارس 1993 في فرنسا. لعب مع نادي كاين.

## وصلات خارجية
- جوناثان بوليو على موقع قاعدة بيانات كرة القدم.إي يو (الإنجليزية)
- جوناثان بوليو على موقع Soccerway.com (الإنجليزية)
- جوناثان بوليو على موقع AS.com (الإسبانية)